# Флори, Хоуард Уолтер
Хо́уард (Го́вард) Уо́лтер Фло́ри, барон Фло́ри (англ. Howard Walter Florey, Baron Florey; 24 сентября 1898 года, Аделаида, Австралия — 21 февраля 1968 года, Оксфорд) — английский фармаколог австралийского происхождения, лауреат Нобелевской премии по физиологии или медицине  в 1945 году (совместно с Александером Флемингом и Эрнстом Чейном) «за открытие пенициллина и его целебного воздействия при различных инфекционных болезнях».

## Молодость и образование
Говард Флори родился в Аделаиде в Южной Австралии, в 1898 году. Он был самым младшим из трех детей и единственным сыном. Его отец, Джозеф Флори, был английским иммигрантом, а мать Берта Мэри Флори — австралийкой третьего поколения.
Говард Флори получил образование в частной средней школе колледжа Кира (ныне Скотч-колледж), а затем в колледже Святого Петра в Аделаиде, где имел блестящие успехи как в учебе, так и спорте. Он изучал медицину в Аделаидском университете с 1917 по 1921 год. В университете Флори встретил Этель Рид (Mary Ethel Hayter Reed), студентку-медика, ставшую впоследствии его женой и коллегой-исследователем. Брак был несчастливым по причине плохого здоровья Этель и нетерпимости Флори.
Флори продолжил учебу в Магдаленском колледже в Оксфорде по стипендии Родса, получив степень бакалавра и магистра. В 1926 году он поступил в колледж Гонвиль и Кай, в Кембридже, а через год получил степень доктора философии в Кембриджском университете.

## Карьера
Закончив обучение в Кембридже, Флори был определен на кафедру патологии Джозефа Хантера в Шеффилдский университет в 1931 году. В 1935 году он вернулся в Оксфорд в качестве профессора патологии и члена Линкольн-колледжа, возглавив команду исследователей. В 1938 году, работая с Эрнстом Чейном, Норманом Хитли и Эдвардом Абрахамом, он прочитал статью Александра Флеминга, в которой обсуждались антибактериальные свойства плесени Penicillium notatum.
В 1941 году он и Чейн наблюдали за состоянием своего первого пациента, Альберта Александера, у которого была небольшая болячка в углу рта, которая со временем распространилась по лицу, что привело к тяжелому инфекционному заболеванию, вызванному стрептококками и стафилококками. Лицо пациента, глаза и кожа головы опухли настолько, что пришлось удалить глаз, чтобы облегчить боль. Пока ему давали пенициллин, Альберт шёл на поправку. Однако у исследователей не было достаточно антибиотика для полного излечения, и пациента так и не удалось спасти. Из-за этого печального опыта и трудностей с производством пенициллина учёные решили лечить пенициллином детей, поскольку для этого требовалось меньшее его количество.
Исследовательская группа Флори разрабатывала производство плесени в промышленных объемах, а также повышала эффективность и полноту извлечения активного ингредиента, и к 1945 году пенициллин стал повсеместно использоваться союзниками во Второй мировой войне. Тем не менее, Флори заявил, что проект изначально был обусловлен исключительно научными интересами, и лекарственное свойство оказалось внезапным открытием:

Иногда люди думают, что мы работали над пенициллином, потому что хотели избавить человечество от страданий. Я не думаю, что это когда-либо приходило нам в голову. Это было интересное научное упражнение, а то, что это открытие пригодилось медицине, конечно, очень приятно, но отнюдь не было причиной началу этой работы.
Оригинальный текст (англ.)People sometimes think that I and the others worked on penicillin because we were interested in suffering humanity. I don't think it ever crossed our minds about suffering humanity. This was an interesting scientific exercise, and because it was of some use in medicine is very gratifying, but this was not the reason that we started working on it.

Разработка пенициллина была командной работой, иначе просто не могло быть.
Оригинальный текст (англ.)Developing penicillin was a team effort, as these things tend to be.
— Говард Флори
В 1945 году Флори получил Нобелевскую премию по физиологии и медицине совместно с Эрнстом Чейном и Александром Флемингом. Сначала Флеминг наблюдал антибиотические свойства плесени, которые содержат пенициллин, но именно Чейн и Флори стали лечить им людей.
В 1958 году Флори открыл школу медицинских исследований Джона Кертина в АНУ в Канберре. В 1965 году королева наградила его титулом лорда, и он стал канцлером Австралийского национального университета (АНУ), и оставался им до своей смерти в 1968 году.

## Почести и награды
18 июля 1944 года Флори был назначен рыцарем-бакалавром.
4 февраля 1965 года сэр Флори стал пожизненным пэром и бароном из Аделаиды штата Южная Австралия, Австралийского Содружества и Марстона в Оксфордшире.  Это была ещё большая честь, чем рыцарство, присужденное первопроходцу-открывателю пенициллина, сэру Александру Флемингу. Флеминг признал важность работы, проделанной Флори. Произведенный пенициллин помог спасти миллионы жизней на войне, хоть сам Флеминг сомневался в возможности этого.
- 1941 — членство в Королевском обществе
- 1945 — Медаль Листера[англ.]
- 1945 — Нобелевская премия по физиологии или медицине
- 1946 — Медаль Альберта (Королевское общество искусств)
- 1946 — Почетная докторская степень.[15]
- 1947 — Золотая медаль Королевского медицинского общества [16]
- 1951 — Королевская медаль Лондонского королевского общества[17]
- 1957 — Медаль Копли
- 1958 — Президентство в Королевском обществе
- 1960 — Медаль Вильгельма Экснера
- 1962 — Ректорство  Куинз-колледжа  в Оксфорде
- 1963 — Членство в Национальной академии наук США [18]
- 1965 — Большая золотая медаль имени М. В. Ломоносова от Академии наук СССР
- 1965 — Медаль Джона Скотта
- 1965 — Орден Заслуг[19][20].
- 1966 — Иностранный член Академии наук СССР [21].

## Заслуги и память
Хотя Флеминг получил львиную долю общественного признания за открытие пенициллина, именно Флори проводил первые клинические испытания пенициллина в 1941 году в лазарете Радклиффа в Оксфорде над первым пациентом, констеблем из Оксфорда.
По оценкам, открытия Флори, наряду с открытиями Александра Флеминга и Эрнста Чейна, спасли более 200 миллионов жизней,
 и поэтому в австралийском научном и медицинском сообществе он считается одной из величайших фигур. Сэр Роберт Мензис , занимавший пост премьер-министра Австралии самое продолжительное время в истории Австралии, сказал: «Флори сделал для мирового благополучия более других людей, когда-либо рождавшихся в Австралии».
Лекционная аудитория в Школе медицинских исследований им. Джона Кертина была названа в честь Флори ещё при его жизни.
В 2009 г. Международный астрономический союз присвоил имя Флори кратеру в области северного полюса Луны. В честь Уолтера Флори названа медаль.
Банкноты номиналом 50 долларов с портретом Флори печатались в течение 22 лет (1973-95), а пригород Флори в Австралийской столичной территории назван в его честь. Его именем назван также Институт нейробиологии и психического здоровья им. Флори , входящий в состав Мельбурнского университета, Виктория, а также крупнейший лекционный зал в медицинской школе Аделаидского университета . В 2006 году федеральное правительство Австралии переименовало Австралийскую студенческую премию, предоставляемую выдающимся выпускникам высшей школы, в «Студенческую Премию лорда Флори» в знак его признания.
В честь Флори названа кафедра на медицинском факультете Университета Шеффилда .

## Последние годы
После смерти первой жены Этель Флори женился в 1967 году на своей давней коллеге и помощнице в исследованиях Маргарет Дженнингс  (1904-1994). Флори умер от сердечного приступа в 1968 году и был удостоен поминальной службы в Вестминстерском аббатстве в Лондоне.
Флори был агностиком.

## В фильме
«Penicillin: The Magic Bullet» — это австралийское кино 2006 года, созданное Гордоном Гленном и финансируемое Финансовой корпорацией фильмов и Arcimedia Productions совместно с Film Victoria. «Breaking the Mold» — историческая драма 2009 года, в которой рассказывается о развитии пенициллина в 1930-х–40-х годах группой ученых в Оксфорде, возглавляемой Флори в школе патологии Данна. Звезды фильма Доминик Уэст (в роли Флори), Денис Лоусон и Оливер Димсдейл; режиссер Питер Хоар, автор сценария Кейт Брук.